# Kondom
Et kondom er et hylster, som rulles på penis inden samleje således at sæden ikke kommer videre. Kondomer benyttes både som prævention og til at hindre spredning af seksuelt overførte sygdomme. For mænd er kondomer den eneste præventionsform, mens der for kvinder også findes en række andre. 
Et kondom er den mest sikre præventionsform der findes,[kilde mangler] idet den giver en beskyttelse imod graviditet i 97 % af de tilfælde, hvor kondomet bruges rigtigt. Det er vigtigt at kondomet sættes på penis inden samlejet, og at manden straks efter udløsningen trækker sig ud af skeden imens han holder i bunden af kondomet, så det ikke falder af. 
Et kondom kaldes også et præservativ. Desuden findes der en lang række slangord for 
kondom, blandt andet gummi.
Kondomer adskiller sig fra øvrige præventionsformer ved at de både beskytter mod uønsket graviditet og seksuelt overførte sygdomme.

## Historie
De første kondomer blev fremstillet af vævet stof, men var ikke særlig effektive. De første
virkningsfulde kondomer blev fremstillet af fåretarme eller af andre dyrs membraner, og kan også fås i nutiden. De regnes for mere følsomme, da de bedre kan overføre kropsvarmen, men er dog ikke lige så effektive som de syntetisk fremstillede kondomer mod uønskede svangerskaber og mod sygdomme som f.eks AIDS. 
De første kondomer i nyere tid blev opfundet i midten af det 16. århundrede, men de var ikke særlig behagelige, og derfor brugte næsten ingen dem. Med tiden blev kvaliteten af kondomer bedre. Kondomer blev først lovlige i Danmark i 1880'erne; før dette var det ulovligt, og kunne medføre bøde for både at bruge og sælge dem.